# Frédéric Jenny
Pour les articles homonymes, voir Jenny.
Frédéric Jenny, né le 29 septembre 1943 à Genève (Suisse), est un économiste français.
Il est professeur émérite d’économie à l’École supérieure des sciences économiques et commerciales (ESSEC) depuis 2020.

## Biographie
Diplômé de l'ESSEC en 1966, il obtient un Master et un doctorat (PhD) en économie de l’université Harvard (1971, 1975) puis un doctorat en sciences économiques de l'université de Paris II en 1977. Il devient professeur d'économie à l'ESSEC en 1972 pose qu’il occupe jusqu’en 2020, date à laquelle il devient Professeur Émérite d’Économie de l’ESSEC. En 1976, il participe à la fondation du magazine bimensuel The Paris Metro avec Thomas Moore (ex-journaliste de Life Magazine) dont il sera le premier directeur de la publication.
Conseiller technique au cabinet de Christiane Scrivener, Secrétaire d'État à la consommation en 1977, il a été plus particulièrement chargé de l'introduction du contrôle de la concentration en France et de la création de la Commission de la concurrence (loi no 77-806 du 19 juillet 1977) en remplacement de la précédente Commission technique des ententes, aujourd’hui Autorité la concurrence.
Après avoir rejoint la Commission de la concurrence en 1978 en tant que rapporteur, il est nommé Rapporteur général de celle-ci en 1984, puis en 1986 Rapporteur général du Conseil de la concurrence (créé en remplacement de la Commission de la concurrence par l'ordonnance no 86-1243 du 1er décembre 1986), poste qu’il occupera jusqu’en 1993. De 1993 à 2004, il est Vice-président du Conseil de la concurrence. Il est nommé en septembre 2004 conseiller en service extraordinaire à la Cour de Cassation (Chambre commerciale, financière et économique) poste qu’il occupe jusqu’en août 2012.
Il sert sur divers comités et commissions. De 1974 à 1979, il est rapporteur au Comité d’organisation des recherches appliquées sur le développement économique et social (CORDES) rattaché au Commissariat général du Plan ; De 1982 à 1986, il est membre du Conseil Scientifique de l'INSEE ; de 1988 à 1990, il est président du groupe de travail « Formation des prix et fonctionnement des marchés dans les économies des pays en transition » (Mission Stoléru, Secrétariat d'État au plan) ; de juin 1990 à juin 1996 il est membre du « Conseil scientifique de l'évaluation des politiques publiques » ; de 2003 à 2007 il Membre du « Conseil scientifique de la mission recherche droit et justice » du Ministère de la justice ; de 2016 à 2022, il est président[pas clair], Commission de déontologie de la Fédération française de l’assurance.[réf. souhaitée]
Parallèlement à ses fonctions en France, Frédéric Jenny est élu en 1994 Président du Comité de la concurrence de l'Organisation pour la Coopération et le Développement Économique (OCDE) et réélu chaque année depuis. Il est élu en 1997 Président du Groupe de Travail de l'Organisation mondiale du commerce (OMC) sur l'interaction entre la concurrence et le commerce international, fonction qu’il assurera jusqu’en 2003. De 2007 à 2015, il devient administrateur de l'Office of Fair Trading (Autorité de concurrence du Royaume-Uni).[réf. souhaitée]
Frédéric Jenny a, par ailleurs, enseigné dans de nombreuses universités étrangères. Il a été, en 1978, professeur visitant au département d’économie de l’ Université Northwestern (États-Unis) ; professeur visitant, Université de Wuhan (Chine) en 1983 ; professeur visitant au département d’économie de l’université Keiō, Tokyo (Japon) en 1984 ; professeur visitant à la Business School, Université du Cap (Afrique du Sud) en 1991 ; professeur visitant à la Faculté de droit, University College de Londres (UCL), Londres (Royaume-Uni) de 2005-2008 ; professeur visitant en droit européen à la Faculté de Droit, Université de Haïfa (Israël) en 2012 ; Senior Fellow in the Online Global Competition and Consumer Law Masters Program, université de Melbourne (Australie) de janvier 2016 à décembre 2018 ; Global Professor of Law, Hauser Global Law School, université de New York (États-Unis) (en 2014, 2017, 2022).[réf. souhaitée]
Il a publié de nombreux articles sur les sujets de microéconomie, organisation industrielle, économie du développement, droit de la concurrence, droit du commerce international.

### Action de lobbying et controverse
Frédéric Jenny, utilisant son titre de professeur émérite de l'ESSEC via sa société de conseil, a rédigé pour le compte du groupe de fast fashion chinois Shein une « étude d’impact » sur la proposition de loi contre la fast-fashion. Ce document de 37 pages a été envoyé à tous les parlementaires. Il y est expliqué qu'il s'agit d'une loi qui pénaliserait les plus modestes, et une comparaison est développée avec la taxe carburant de 2018 ayant entraîné le mouvement des gilets jaunes.
Les élus contactés par France Inter qualifient ce rapport « d'hallucinant ». Un sénateur, qui souhaite rester anonyme, assure que « du lobbying, ça existe dans tous les domaines [mais qu'ils] sont particulièrement insistants. »

## Décorations
- Officier de la Légion d'honneur (France, 2003)
- Officier de l'Ordre national du Mérite (France, 1999)
- Chevalier de l'Ordre de l'Étoile de Roumanie (Roumanie, 2017)
- Médaille l'Ordre du Mérite du service diplomatique (Corée du sud, 2019).